# Нижние Горки (Псковская область)
Нижние Горки — деревня в северной части Порховского района Псковской области. Входит в состав сельского поселения «Дубровенская волость».
Расположена на реке Степеринке, притоке Удохи в 24 км к северо-западу от города Порхов.
Численность населения деревни на конец 2000 года составляла 20 человек.